# Quel cœur vas-tu briser ?
Chansons représentant la Suisse au Concours Eurovision de la chanson
Ne vois-tu pas ?
(1966) Guardando il sole
(1968)
Singles de Géraldine
La rivière me disait
(1966) C'était toi
(1968)
Quel cœur vas-tu briser ? est une chanson interprétée par la chanteuse suisse Géraldine Gaulier (sous son nom de scène Géraldine), sortie en 45 tours et super 45 tours en 1967.
C'est la chanson représentant la Suisse au Concours Eurovision de la chanson 1967.

## À l'Eurovision
Quel cœur vas-tu briser ? est la chanson ayant été sélectionnée pour représenter la Suisse au Concours Eurovision de la chanson 1967 le 8 avril à Vienne, en Autriche.
La chanson est intégralement interprétée en français, l'une des langues officielles de la Suisse, comme l'impose la règle entre 1967 et 1973. L'orchestre est dirigé par Hans Moeckel.
Quel cœur vas-tu briser ? est la sixième chanson interprétée lors de la soirée du concours, suivant O vento mudou de Eduardo Nascimento pour le Portugal et précédant Som en dröm de Östen Warnerbring pour la Suède.
À l'issue du vote, elle n'a obtenu aucun point et se classe par conséquent 17e et dernière,.

## Liste des titres
| A1. | Quel cœur vas-tu briser ? | Daniel Faure, Gérard Gray            | 2:38 |
| A2. | Jimmy                     | Raymond Jacquet, Yves Gilbert        | 3:05 |
| B1. | Jour à jour               | Daniel Faure, Henri Djian            | 2:30 |
| B2. | Neiges de printemps       | Henri Djian, Jean Charles, Louis Rey | 2:35 |

## Historique de sortie
| Pays    | Date | Format                   | Label   |
| ------- | ---- | ------------------------ | ------- |
| France, | 1967 | super 45 tours, 45 tours | Polydor |